# Rej (rivière)
Pour les articles homonymes, voir Rej (homonymie).
Le Rej (en russe : Реж) est une rivière de l'oblast de Sverdlovsk, en Russie, et un affluent de la Nitsa, dans le bassin hydrographique de l'Ob.

## Géographie
Le Rej est longue de 219 km et draine un bassin de 4 400 km2. Il prend sa source dans l'Oural central et s'écoule vers le nord-est jusqu'à sa confluence avec la Neïva pour former la Nitsa. La principale ville sur son cours est Rej.

## Hydrométrie - Les débits à Klyoutchi
Le débit du Rej a été observé pendant 50 ans (1936-1989) à Klyoutchi, localité située à moins de cinq kilomètres en amont de son confluent avec la Neïva.
À Klyoutchi, le débit annuel moyen ou module observé sur cette période a été de 12,6 m3/s pour une surface prise en compte de 4 400 km2, soit la quasi-totalité du bassin versant.
La lame d'eau écoulée dans le bassin versant de la rivière atteint ainsi le chiffre de 90 millimètres par an, ce qui peut être considéré comme fort modéré.
Le Rej est un cours d'eau assez peu régulier. Les grandes crues se déroulent en avril et en mai et correspondent au dégel. Dès le mois de mai puis de juin, le débit de la rivière baisse fortement, mais se stabilise bientôt à un niveau satisfaisant tout au long de l'été et de l'automne. En octobre le débit monte même légèrement, sous l'effet des précipitations automnales. Puis survient l'étiage d'hiver qui a lieu de décembre à mars inclus.
Le débit moyen mensuel observé en février (minimum d'étiage) atteint 3,60 m3/s, soit plus ou moins onze fois moins que le débit moyen du mois de mai (40,6 m3/s), ce qui témoigne de l'amplitude, assez modérée pour la Sibérie, des variations saisonnières. Sur la période d'observation de 50 ans, le débit mensuel minimal a été de 1,20 m3/s en février 1969, tandis que le débit mensuel maximal s'est élevé à 96,8 m3/s en avril 1970.

### Source
- (ru) Grande Encyclopédie soviétique